# Calamomyia danthoniae
Calamomyia danthoniae är en tvåvingeart som först beskrevs av Ephraim Porter Felt 1909.  Calamomyia danthoniae ingår i släktet Calamomyia och familjen gallmyggor. Inga underarter finns listade i Catalogue of Life.